# Fairphone
Fairphone是一家设计和生产智能手机的电子工业製造商和社会企业，其目标是比行业普通水準产生更低的生態足跡和更好的社会效益。该公司致力于减少衝突礦石的使用、为员工和供应商维持良好的劳动环境、并保障用户的维修权。该公司于2013年由Waag Society协力，在荷兰阿姆斯特丹创立。
截至2023年，该公司的最新机型是Fairphone 5，支援5G、带有影像穩定器的50MP双摄像头、IP55防护的模块化手机，模块化设计是为了让手机更容易由用户修理或定制。该公司表示手机的使用寿命延长两年可减少30%的CO₂排放。
Fairphone目前仅在欧洲、美国和台湾上市。

## 历史

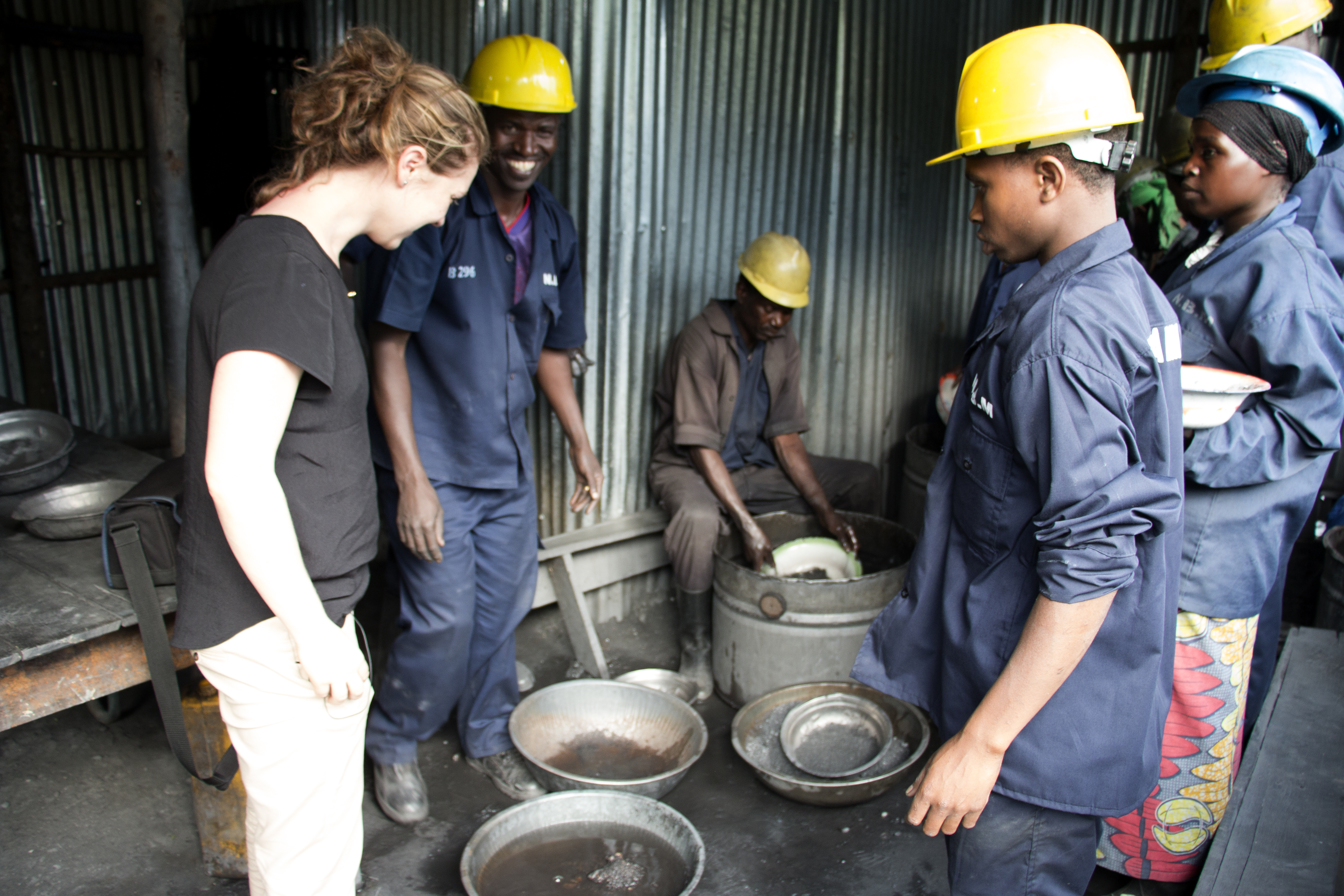
Fairphone员工正在查看钨矿的清洗工作

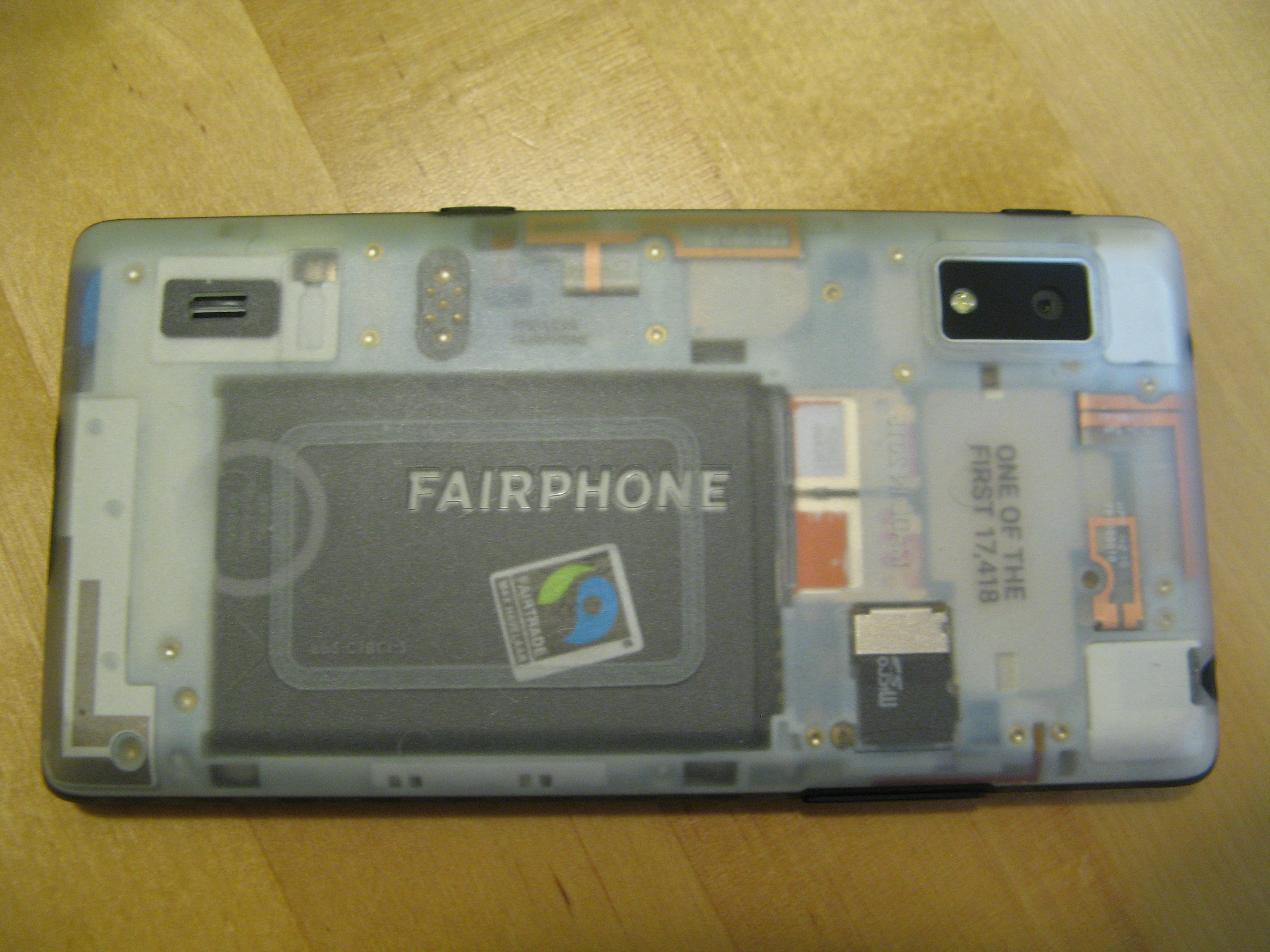
Fairphone 2 的透明背部，模組化設計清晰可辨

Fairphone创办于2010年，是Waag Society、Action Aid和Schrijf-Schrijf共同发起的一个项目，创始目的是提升人们对电子消费品中使用冲突矿石问题的了解。2013 年，Fairphone 正式成立为社会企业。该公司在网站上声称自己“设计和生产对社会和环境危害最小的智能手机”。
2015年4月，该公司成为一家完成注册的B Corp。
2016年10月12日，Fairphone创始人Bas van Abel被宣布为“智能手机行业更高效原材料政策的先驱”，成为享有盛誉的年度德国环境奖的获奖者之一。
Fairphone的创始人Bas van Abel在2017年承认，目前不可能生产出100%“公平（Fair）”的手机，这表明称其公司的手机“更公平”更为准确。
2021年1月，Fairphone 4上市，搭载Android 11操作系统，并且支持5G网络，拥有双摄像头。设备中的金和银带有公平贸易标签，使用的多种金属也来自无冲突地区，该公司承诺5年保修期，并为软件更新和备件提供长期支持。Fairphone 4 5G的两个可用版本售价分别为579欧元和649欧元；配件可单独购买。
截至2022年2月，Fairphone售出了大约400,000台设备。

## 产品
| 名称         | 发布 日期 | SoC                                      | CPU                        | CPU         | CPU    | GPU              | GPU        | 内存 (GB) | 存储空间 (GB)  | 显示        | 显示 | 相机                                            | 相机  | 初始 Android 版本 | 电池 容量 (mAh) |
| 名称         | 发布 日期 | SoC                                      | 类别                       | 速度 (GHz)  | 核心数 | 类别             | 速度 (MHz) | 内存 (GB) | 存储空间 (GB)  | 尺寸 (英寸) | PPI  | 后置                                            | 前置  | 初始 Android 版本 | 电池 容量 (mAh) |
| ------------ | --------- | ---------------------------------------- | -------------------------- | ----------- | ------ | ---------------- | ---------- | --------- | -------------- | ----------- | ---- | ----------------------------------------------- | ----- | ----------------- | --------------- |
| Fairphone 1  | 2013/12   | MediaTek MT6589                          | Cortex-A7                  | 1.2         | 4      | PowerVR SGX544MP | 286        | 1         | 16             | 4.3         | 256  | 8MP                                             | 1.3MP | 4.2.2             | 2000            |
| Fairphone 2  | 2015/12   | Qualcomm 801 (MSM8974AB)                 | Krait 400                  | 2.26        | 4      | Adreno 330       | 578        | 2         | 32             | 5           | 446  | 12MP                                            | 5MP   | 5.1               | 2420            |
| Fairphone 3  | 2019/9    | Qualcomm 632                             | Kryo 250 Gold+Silver       | 1.8+1.8     | 4+4    | Adreno 506       | 600        | 4         | 64             | 5.65        | 427  | 12MP                                            | 8MP   | 9                 | 3060            |
| Fairphone 3+ | 2020/9    | Qualcomm 632                             | Kryo 250 Gold+Silver       | 1.8+1.8     | 4+4    | Adreno 506       | 600        | 4         | 64             | 5.65        | 427  | 48MP (12MP output)                              | 16MP  | 9                 | 3060            |
| Fairphone 4  | 2021/9/30 | Qualcomm 750G                            | Kryo 570 Gold+Silver       | 2.2+1.8     | 2+6    | Adreno 619       |            | 6/8       | 128/256        | 6.3         | 410  | 48MP OIS, 48 MP Ultrawide, (ToF + Color) sensor | 25MP  | 11                | 3905            |
| Fairphone 5  | 2023/8/30 | Qualcomm QCM6490 (IoT/ind. var. of 782G) | Kryo 670 Prime+Gold+Silver | 2.7+2.4+1.9 | 1+3+4  | Adreno 643       | 812        | 8         | 256 +up to 2TB | 6.46        | 459  | 50MP OIS, 50 MP Ultrawide, (ToF + Color) sensor | 50MP  | 13                | 4200            |

## 制作
第一代Fairphone由长虹电器组装。自第二代之后，Fairphone在中国苏州市与赫比國際合作承包了一家工厂，承诺在制造过程中保持公平。Fairphone就童工、消防安全和食堂更好的食物等问题与工厂达成了各种改进协议，并常年派驻一位代表在工厂里，确保这些工人不被压榨。Fairphone还设立了一项“工人福利基金”（英語：Worker Welfare Fund），因为“真正的工会在中国被禁止”，每出售一台Fairphone，都有两欧元用于该基金，工厂管理层本身也投入两欧元，Bas van Abel认为这将“加强工厂工人的地位，成为一种工人自治政府，员工自己可以处置钱并对管理层提出要求”。

## 价格
Fairphone手机在中端手机中价格居中。如2022年的Fairphone 4起价为579欧元，在台湾上市时售价为19,900新台币。

## 评价和认证

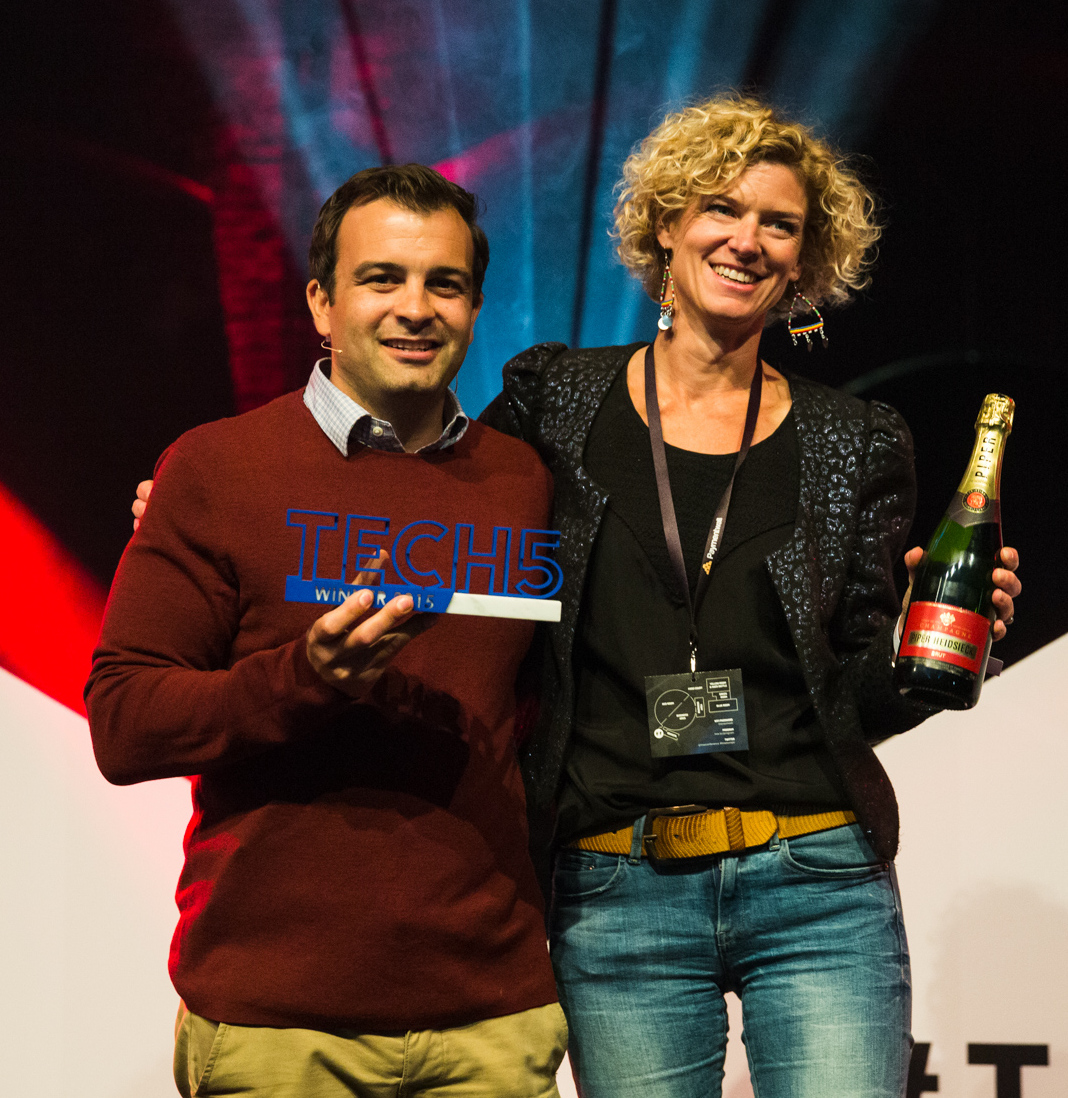
Tessa Wernink（右）在2015年TNW Conference上，获得Tech5奖项

在2015年的TNW Conference上，作为受认证的公益法人的Fairphone公司赢得了“欧洲成长最快的科技创业公司”的奖项。Fairphone 2是首台获得iFixit可维修分10分（10/10）的手机，也是唯一一款獲得德國藍色天使標章的智慧型手機。
2016年，作为Fairphone创始人和CEO的Bas van Abel是获得德国环境奖的三人之一。
Fairphone在2017年榮獲綠色和平組織共同發表之綠色電子品牌評比第一。
亦有评论认为Fairphone只是以环保、公平、慈善等噱头掩盖自身设计落后、设备和配件价格昂贵等弊病。

## 操作系统
多种操作系统，包括CalyxOS、DivestOS、/e/、iodéOS、LineageOS、Ubuntu Touch等等都可以在Fairphone上运行。和“/e/ 基金会”关系密切的公司也销售内置/e/操作系统的Fairphone。
2019年及2020年开始发货的Fairphone 3及3+获得了Android生态系统中最长的七年操作系统支持，而最新发布的Fairphone 5的支持期限长达10年。